# Udayana-Universität
Die Udayana-Universität (indonesisch: Universitas Udayana, kurz Unud) ist eine staatliche Universität in Denpasar in Indonesien. Sie wurde 1962 gegründet und nach dem indischen Philosophen Udayana benannt; sie bestand seit 1958 als Teil der Universität Airlangga. Auf insgesamt drei Campusbereichen werden 18.000 Studierende unterrichtet.

## Organisation
Die Leitung obliegt einem Präsidium, das aus dem Präsidenten und vier Vizepräsidenten besteht, geleitet. Sie ist in zehn Fakultäten gegliedert:
- Fakultät für Rechtswissenschaft
- Fakultät für Medizin und Gesundheitswissenschaften
- Fakultät für Veterinärmedizin
- Fakultät für Wirtschaftswissenschaften
- Fakultät für Tierzucht
- Fakultät für Agrarwissenschaften
- Fakultät für Literaturwissenschaft
- Fakultät für Ingenieurwissenschaften
- Fakultät für Mathematik und Naturwissenschaften
- Fakultät für Sozial- und Politikwissenschaft

An der Udayana-Universität wird das BIPAS (Bali International Program on Asian Studies)-Programm organisiert, welches für Austauschstudenten auf Bali konzipiert wurde. BIPAS ist ein multidisziplinäres Programm mit Kursen in Wirtschaftswissenschaften, internationalen Beziehungen und Sozialwissenschaften, wobei der Schwerpunkt auf Südostasien liegt.

## Campus

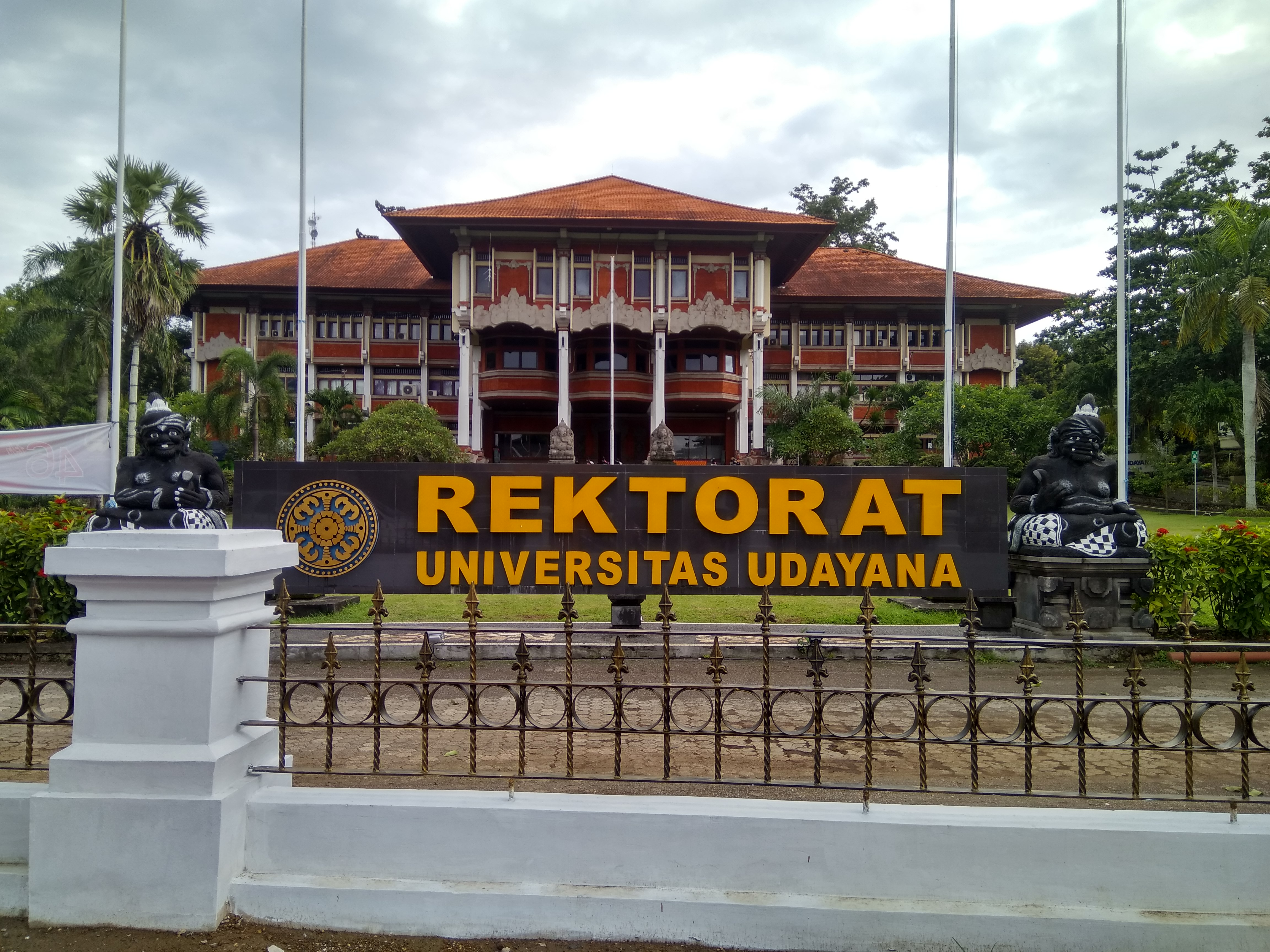
Rektorat der Udayana-Universität

Nias war der ursprüngliche Campus; gekennzeichnet ist dieser Campus durch die Statue der Sarasvati, der Göttin des Wissens, deren Denkmal für Liebe, Wissenschaft und Technologie stehen soll. Es ist aktuell der Standort der Fakultäten für Literatur und weiterbildende Programme, wie den Master und die Promotion, der Cultural Studies.
Der Campus Sudirman befindet sich im Herzen von Denpasar, in unmittelbarer Nähe der wichtigsten Sehenswürdigkeiten der Stadt und gehört der medizinischen Fakultät an. Sudirman ist in der Zahl der Studierenden und der Ausstattung gewachsen und beinhaltet die GDLN, eine informations- und kommunikationstechnische Einrichtung.
Der im Jahre 1986 erbaute Campus Bukit Jimbaran ist einer der relativ neuen und heute der größte der drei Udayana-Campus. Er ist wie eine Stadt entworfen, da zur Ausstattung ein Universitätsklinikum, Sportzentrum, Postamt und eine Gaststätte sowie Universitätsbibliothek gehören. Der Campus befindet sich in Kuta Selatan in Reichweite des Ngurah Rai International Airport.